# Gö naturreservat
Gö är ett naturrervat på en halvö med samma namn belägen söder om Ronneby i Ronneby kommun i Blekinge län.
På västra delen av halvön ligger naturreservatet som utgör Blekinges största sammanhängande ekskogsområde. Här växer även varierande inslag av andra ädellövarter, främst ask, lind, lönn, bok, och alm. Inom området förekommer ett betydande antal rödlistade arter, främst vedinsekter.
En mängd fornlämningar visar på människans långa närvaro i området.
Reservatet bildades 2009 och omfattar 1 940 hektar varav 500 hektar vatten. 